# Mussaenda cambodiana
Mussaenda cambodiana är en måreväxtart som beskrevs av Jean Baptiste Louis Pierre och Charles-Joseph Marie Pitard. Mussaenda cambodiana ingår i släktet Mussaenda och familjen måreväxter. Inga underarter finns listade i Catalogue of Life.